# Kobeřice
Kobeřice (en allemand : Köberwitz ; en polonais : Kobierzyce) est une commune du district d'Opava, dans la région de Moravie-Silésie, en République tchèque. Sa population s'élevait à 3 204 habitants en 2024.

## Géographie
Kobeřice se trouve à 7 km au nord-nord-est de Kravaře, à 13 km à l'est-nord-est d'Opava, à 24 km au nord-ouest d'Ostrava et à 259 km à l’est de Prague.
La commune est limitée par Rohov au nord, par Strahovice au nord-est, par Chuchelná à l'est, par Bolatice et Štěpánkovice au sud, et par Služovice et Hněvošice à l'ouest.

## Histoire
La première mention écrite de la localité date de 1183.

## Transports
Par la route, Kobeřice se trouve à 16 km d'Opava, à 28 km d'Ostrava et à 338 km de Prague.